# Giampaolo Menichelli
Giampaolo Menichelli, né le 29 juin 1938 à Rome, en Italie, est un joueur de football professionnel italien.

## Biographie
Originaire de Rome (de Portuense plus précisément), il commença le football professionnel dans le club de la capitale, l'AS Rome et joua son premier match en Serie A le 9 février 1958, avant d'être prêté l'année suivante à Sambenedettese, équipe avec laquelle il marquera son premier but contre Catane (2-2), puis sera prêté à nouveau au FC Parme l'année suivante.
À son retour de Rome en 1960, Menichelli, surnommé Menico remporte la Coupe des villes de foires en finale contre Birmingham City. 
Il reste à l'AS Rome jusqu'en 1963, date à laquelle il quittera sa ville natale pour le piémont en signant à la Juventus au moment où il commença à jouer avec la Squadra Azzurra (il y joue son premier match le 16 juin 1963 lors d'un large succès 5-1 sur le FC Bâle). Il y reste jusqu'en 1969 et y inscrira 59 buts (ce qui en fait le 20e meilleur buteur de l'histoire du club), remportant le scudetto en 1966-67, ainsi que la Coppa Italia en 1964-65.
En 1969, il part finalement pour Brescia pendant un an avant de terminer sa carrière à Cagliari pour sa dernière année en 1970.

### Anecdotes
Il est le frère aîné de Franco Menichelli, grand gymnaste italien champion olympique dans les années 1960.

## Palmarès
| AS Rome - Coupe des villes de foires (1) : - Vainqueur : 1960-61. |  | Juventus - Championnat d'Italie (1) : - Champion : 1966-67. - Coupe d'Italie (1) : - Vainqueur : 1964-65. - Meilleur buteur : 1964-65 (3 buts). - Coupe des villes de foires : - Finaliste : 1964-65. |